# Ansitz Lößler
Der Ansitz Lößler (auch Lössler) ist ein Wohnhaus in der Mildenbergstraße 11 in Bregenz. Das Bauwerk steht unter Denkmalschutz.

## Geschichte
1390 wird in einem Burgfriedensvertrag zwischen Graf Hugo von Montfort und Graf Wilhelm VII. von Montfort († 1422) ein Lehenhof Losel der Grafen von Montfort genannt.
Um 1590 kaufte der Bregenzer Landschreiber Michael Witweiler das Anwesen und lässt zwischen 1596 und 1613 den Ansitz neu erbauen.
Seit der Mitte des 17. Jahrhunderts befindet er sich in bürgerlichem Besitz und wird zu Wohnzwecken genützt. 1893/94 erhält er seine neoklassizistische Fassade.

## Architektur
Durch ein rundbogiges Tor in der nur teilweise erhaltenen Umfassungsmauer gelangt man in einen kleinen Barockgarten mit einem Brunnen zum Ansitz.
Der dreigeschoßige rechteckige Renaissancebau steht auf einem erhöhten Kellergeschoß und hat ein Satteldach.
Seit dem Umbau in den 1890er Jahren hat die Fassade regelmäßige Fensterachsen und eine rustizierte Eckbänderung. An der Westseite gelangt man über eine Freitreppe zum rundbogigen Eingangsportal mit Rustikaquaderung und einem darüber liegenden Palmettengebälk. An der nördlichen Giebelfront lässt eine vermauerte Rundbogenöffnung mit gefassten Sandsteinrahmen einen ursprünglichen Kellerzugang erkennen. Darüber befindet sich das Allianzwappen von Michael Witweiler und seiner Gattin Anna Margreth Schumaier und eine Inschrift über den Baubeginn von 1596.
Weitere Hinweise auf den Erbauer Michael Witweiler sind im Keller ein die Decke stützender Trambaum, der mit MW 1605 bezeichnet ist, und im ersten Obergeschoß ein gusseiserner kubischer Feuerkasten von 1605. Die reich ornamentierte Frontplatte ist mit den Wappen Witweilers und seiner beiden Gemahlinnen geschmückt.
Die Wohnräume haben noch vereinzelt Felderdecken mit einfach profilierten Leisten.

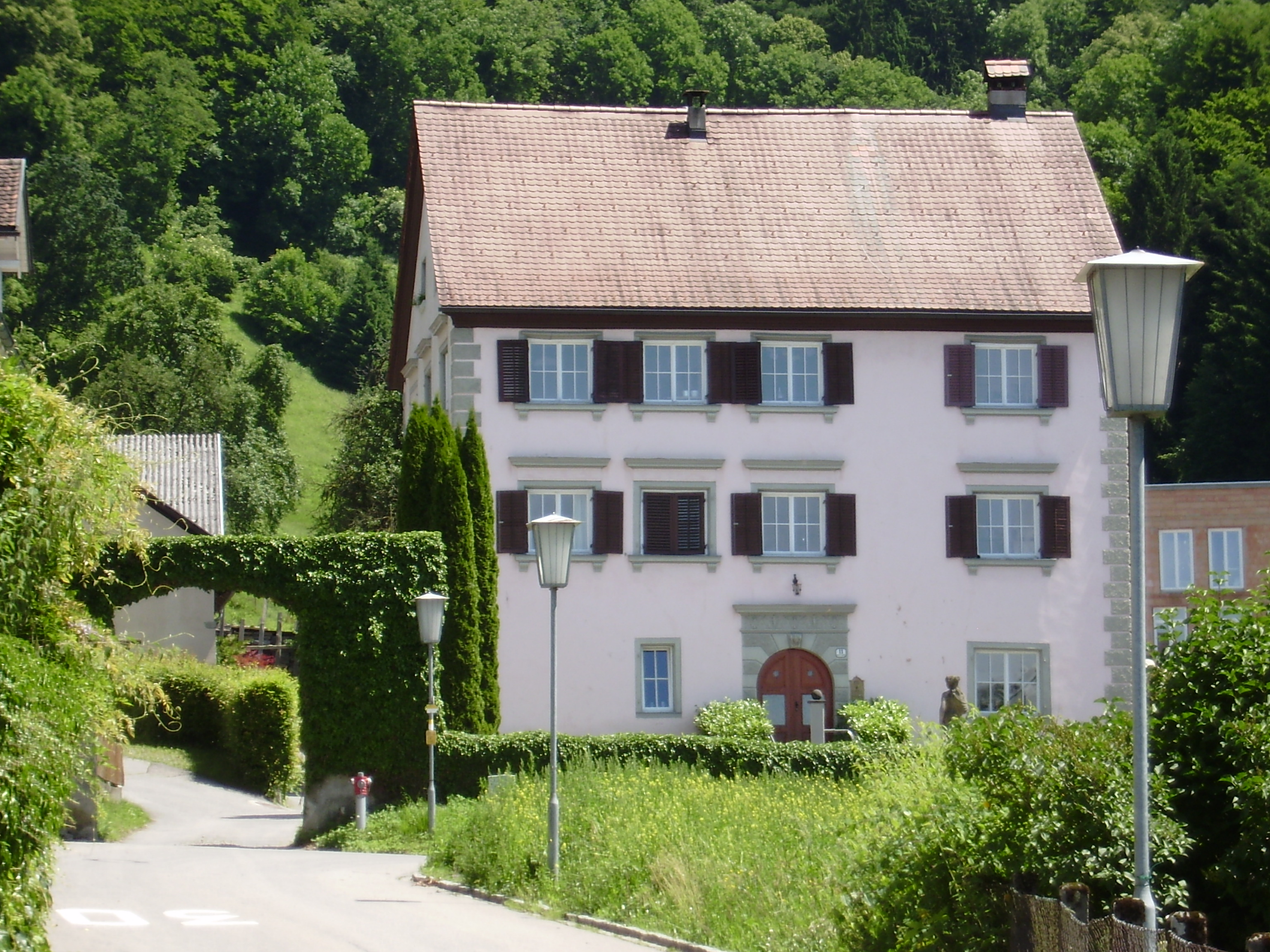
Westansicht (Hauptfassade)
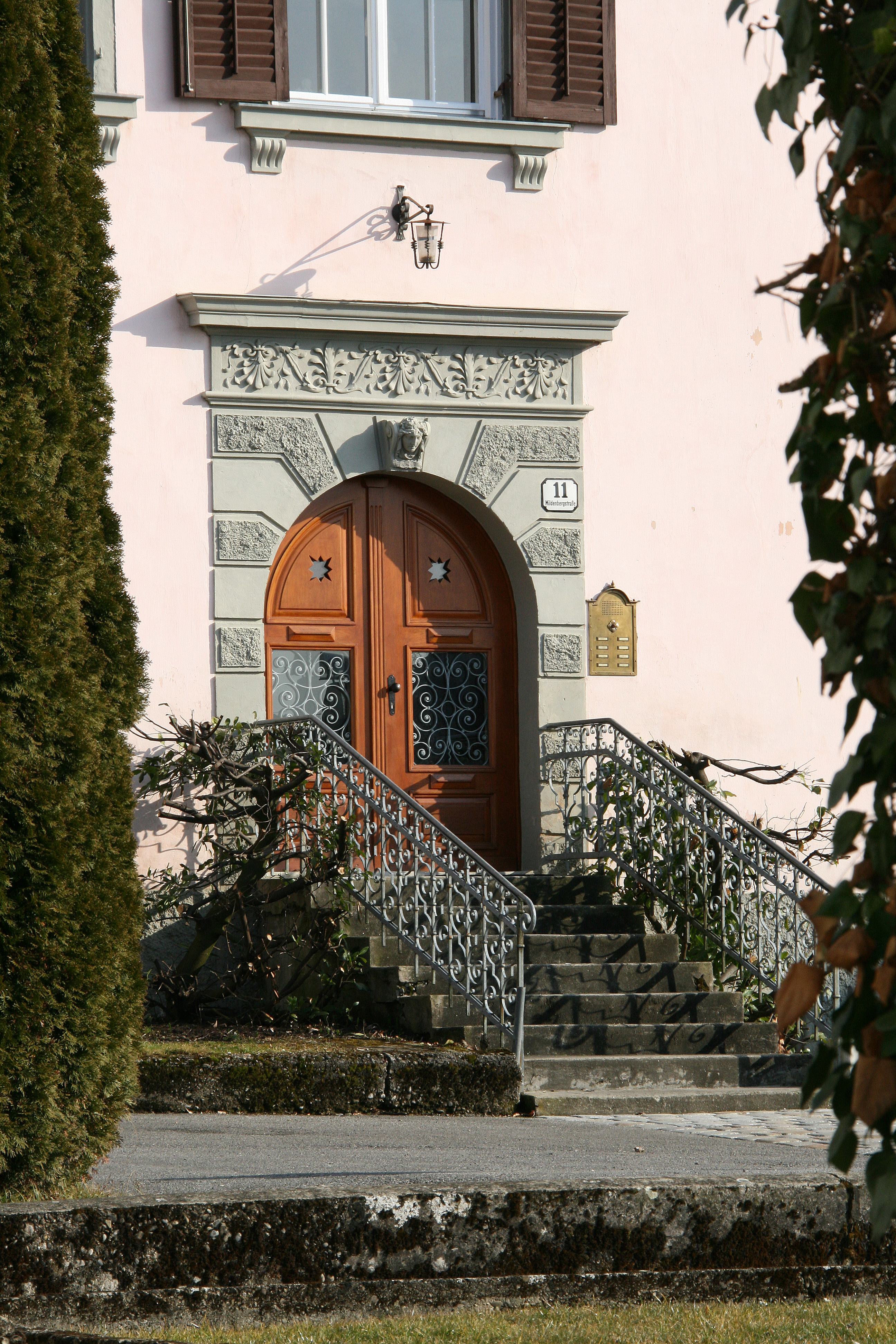
Eingangsportal mit Rustikaquaderung und Palmettengebälk
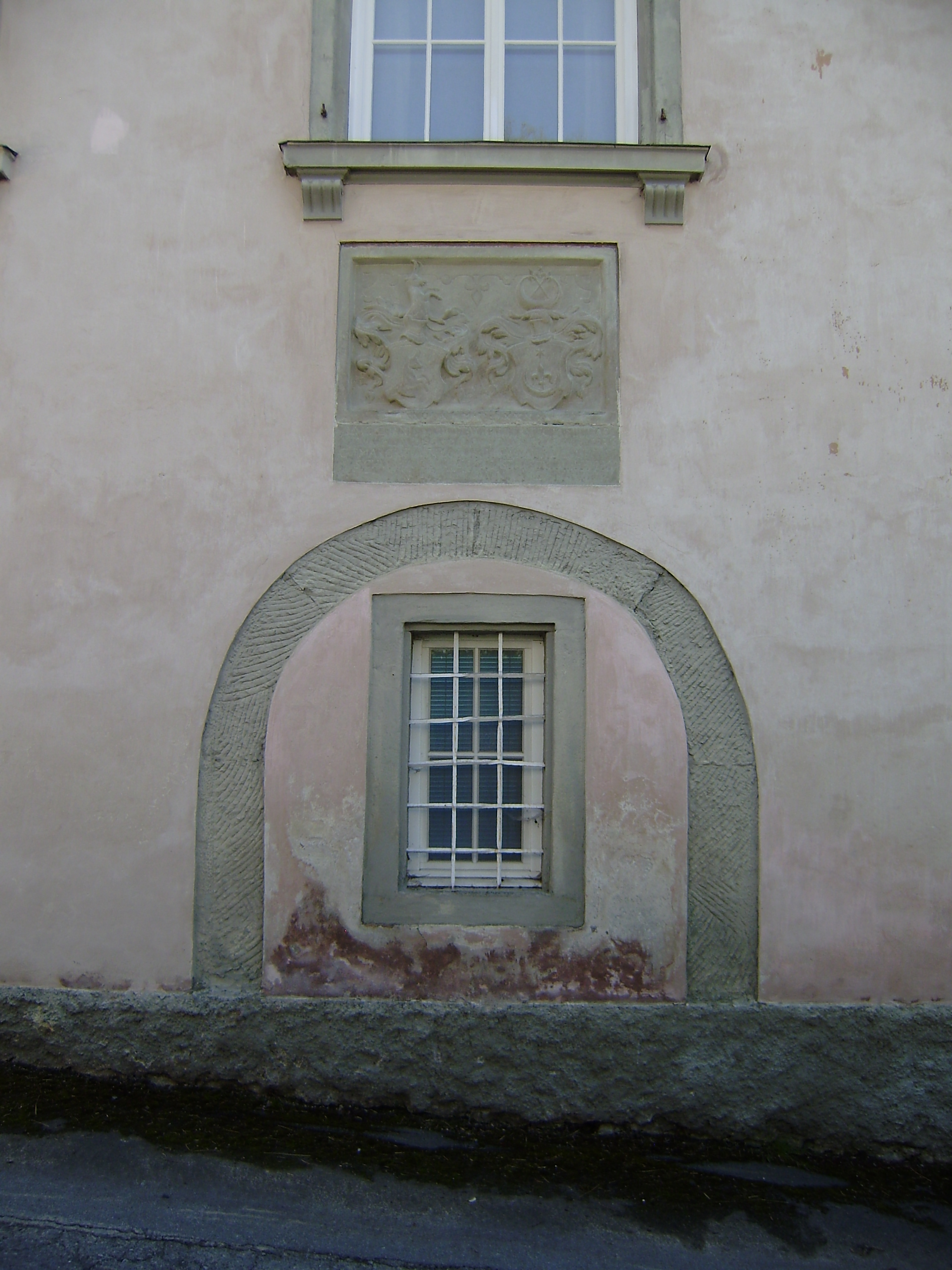
Vermauerter Kellerzugang mit Wappen
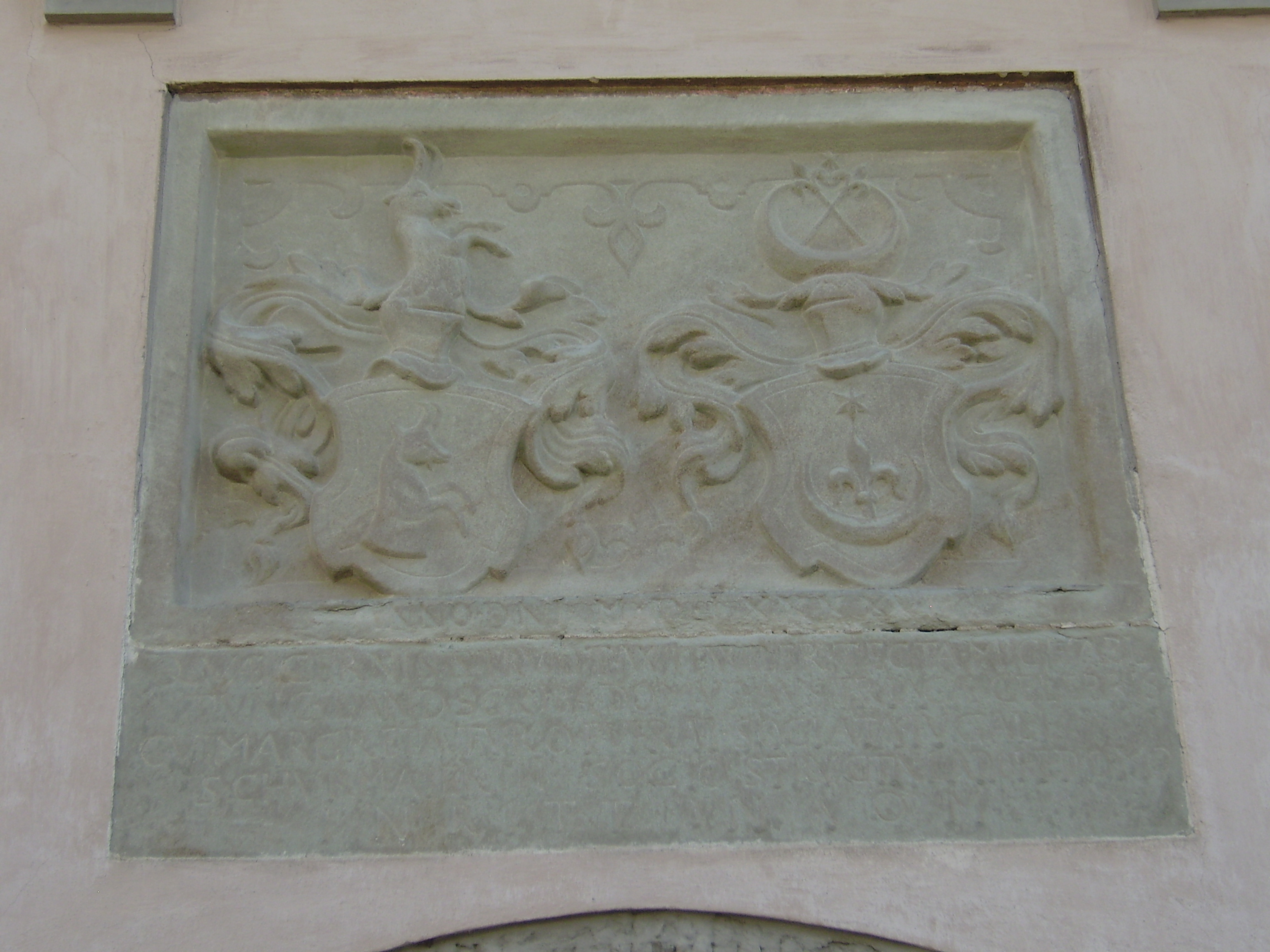
Allianzwappen Witweiler – Schumaier

Ehemalige Wirtschaftsgebäude, wie das ebenfalls denkmalgeschützte Gesindehaus, Mildenbergstraße 9, schließen im Westen an das Hoftor an.

### Ehemalige Hauskapelle
Nördlich des Haupthauses – durch einen Weg getrennt – steht die ehemalige Hauskapelle, ein zierlicher quadratischer Bau mit Okulifenster. An der Südseite befindet sich ein rechteckig gefasstes Sandsteinportal mit einem profilierten Kaffgesims. Im später erhöhten Giebelfeld sind ein Inschriftstein von 1613 und darüber zwei von freskierten Löwen gehaltene Wappenscheiben der beiden Gemahlinnen Witweilers zu sehen. Sie stammen ebenfalls aus dem ersten Viertel des 17. Jahrhunderts.